# Andrzej Edward Koźmian
Andrzej Edward Koźmian herbu Nałęcz (ur. 4 grudnia 1804 w Piotrowicach w lubelskiem, zm. 10 listopada 1864 w Dobrzechowie w Galicji) – literat, poeta, publicysta i działacz polityczny, kolekcjoner i bibliofil, kamerjunkier dworu królewskiego Mikołaja I Romanowa w 1830 roku.

## Biografia
Syn Kajetana Koźmiana i Anny z Mossakowskich herbu Jastrzębiec, ojciec Stanisława. Drugie imię otrzymał od ojca chrzestnego pod wpływem rozpowszechnionych w tym środowisku sympatii angielskich. Wcześnie osierocony przez matkę (1806), był początkowo wychowywany we Wronowie przez zaprzyjaźnione z rodziną córki byłego podkomorzego króla Stanisława Augusta Poniatowskiego, Elżbietę i Ludwikę Golczówny. Od 1808 r. wychowywał się w Błudowie na Wołyniu, w majątku ciotki Marianny z Mossakowskich (siostry matki), z którą w 1809 r. ożenił się jego ojciec. Jesienią tego roku przeniósł się do Lublina, a następnie do Warszawy, gdzie jego ojciec otrzymał stanowisko w administracji Królestwa Polskiego. Zdobył staranne wykształcenie (studia na Uniwersytecie Warszawskim) oraz obycie wśród najwyższych sfer ówczesnego społeczeństwa polskiego. W 1834 r. ożenił się z Teofilą Skrzyńską herbu Zaremba.
Wcześnie stracił żonę (1851). Po śmierci ojca w marcu 1856 zmuszony został sprzedać rodzinne Piotrowice i przenieść się do majątku posagowego po żonie, do Dobrzechowa na Podkarpaciu. Zabawił tam rok, po czym pozostawiając zarząd majątku synowi Stanisławowi, zdecydował się wyjechać z kraju. Po drodze blisko dwa lata zabawił w Poznańskiem, w Luboni – dobrach przyjaciela rodziny, generała Franciszka Morawskiego.
Z myślą o prowadzeniu badań nad dziejami Polski zgromadził wielki i cenny księgozbiór (głównie o charakterze historyczno-literackim), liczący kilka tysięcy pozycji, pochodzących z okresu od XV do XIX w. Udostępniał go swoim znajomym. Szereg rzadkich druków i rękopisów z tego zbioru Koźmian opracował i wydał w dwóch zeszytach publikacji ("Wyciągi Piotrowickie czyli Niektóre wyjątki z Księgozbioru Piotrowickiego", Wrocław, wyd. Schletter, zeszyt 1. 1842-1845, zeszyt 2. 1842).
Znajdując się w trudnej sytuacji materialnej w 1852 r. większą część biblioteki (3300 ksiąg i 71 rękopisów) Koźmian sprzedał za sumę 25 tys. rubli Aleksandrowi Branickiemu. Kolekcja ta stała się zaczątkiem wielkiej biblioteki Branickich, gromadzonej na zamku w Suchej.
W 1857 roku ukazał się jego przekład Makbeta Williama Shakespeare.
Członek Towarzystwa Rolniczego w Królestwie Polskim w 1858 roku.
Od 1858 r. przebywał w Paryżu, gdzie związał się z Hotelem Lambert i utrzymywał bliskie stosunki z elitami francuskimi dzięki swej przyjaźni z Aleksandrem Colonną-Walewskim, ministrem Napoleona III. Rzecznik reform agrarnych. W czasie powstania styczniowego w l. 1863–64 pełnił rolę pośrednika między Rządem Narodowym a rządem francuskim.
Pozostawił wiersze, „Wspomnienia”, „Listy 1829–1834”.
Zmarł po ciężkiej chorobie 10 listopada 1864 w Dobrzechowie i tam został pochowany.